# غيلسوم (نيوهامشير)
غيلسوم (بالإنجليزية: Gilsum, New Hampshire)‏ هي معلم جغرافي تقع في الولايات المتحدة في Cheshire County. يقدر عدد سكانها بـ 813 نسمة ومساحتها 43.2 كم2 وترتفع عن سطح البحر 266 متر.

## معرض صور

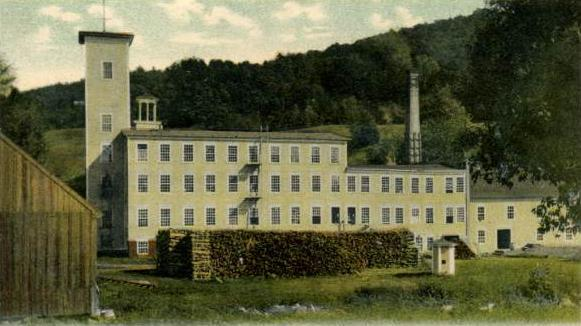
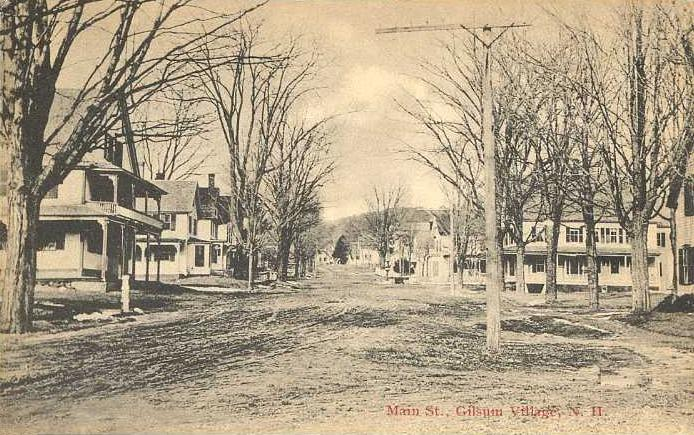
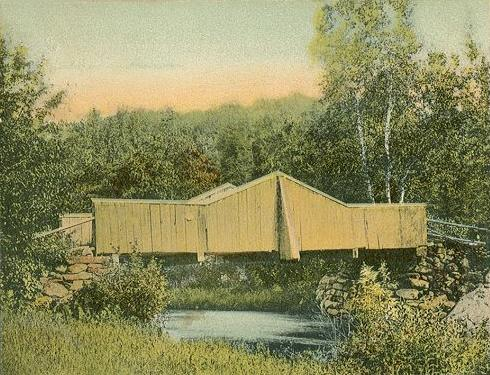

## أعلام
- لوسي ماك سميث
- دانيال ويتني